# Ludwig von und zu der Tann-Rathsamhausen
Ludwig Samson Arthur Freiherr von und zu der Tann-Rathsamhausen, född 18 juni 1815 i Darmstadt, död 26 april 1881 i Merano, var en bayersk general.

## Utmärkelser
- Tredje klassen av Röda örns orden,  19 september 1848
- Bayerska kronorden,  17 april 1853
- Bayerska Sankt Mikaels förtjänstorden,  25 augusti 1858
- Bayerska kronorden,  1 januari 1862
- Düppeler Sturmkreuz,  18 april 1864
- Järnkorset av 2:a klassen,  30 augusti 1870
- Järnkorset av 1:a klass,  oktober 1870
- Pour le Mérite,  22 december 1870[2]
- Hedersmedborgare i München,  1871
- Preussiska Kronorden,  16 juni 1871
- Bayerska Ludvigsorden,  24 juli 1878
- Militärförtjänstkorset
- Militär-Verdienstmedaille
- Storkors av Bayerska militärförtjänstorden
- Hessiska Filip den ädelmodiges orden
- Johanniterorden
- Hessiska Ludvigsorden
- Max-Josefsorden
- Storkors av Leopoldorden
- Storofficer av Frälsarens orden
- Riddare med storkors av Guelferorden
- Sankt Annas orden, första klass
- Vita örnens orden
- Storkors av Württembergska kronorden
- Sankt Stanislausorden, första klassen
- Storkorset av Ekkronans orden
- Storkors av Albrektsorden
- Kungliga Svärdsorden
- Waldecks militärförtjänstkors
- Riddarkommendör av Estes örnorden
- Hessens Vilhelmsorden
- Andra graden av Meschidie-orden
- Lippes husorden
- Riddare av första klass av Järnkroneorden
- Vendiska kronans husorden
- Sankt Olavs orden

[Redigera Wikidata]